# Gilles de La Roche-Saint-André

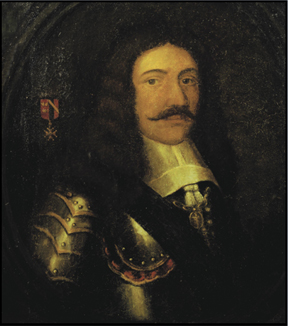
Porträt von Gilles de La Roche Saint-André, von Antoine Graincourt, 1780. Er ist mit dem Christusorden abgebildet, der ihm 1650 vom König von Portugal verliehen wurde, sowie mit dem schwarzen Band des Ordens des Heiligen Michael.

Gilles de La Roche Saint-André (* 1621 in Montaigu, Frankreich; † 21. Juni 1668 an Bord des Schiffes Le Jules vor der Küste Galiciens) war ein französischer Seeoffizier und Aristokrat des 17. Jahrhunderts. Er diente im Französisch-Spanischen Krieg, absolvierte eine Erkundungsreise nach Madagaskar und war schließlich im Zweiten Englisch-Niederländischen Krieg eingesetzt. Er stieg bis zum Chef d’escadre des armées navales (Konteradmiral) auf.

## Biographie

### Familie
Gilles de La Roche Saint-André stammte aus dem jüngeren Zweig des Hauses La Roche Saint-André, auch bekannt als „des Ganuchères de Treize-Septiers“, einer der ältesten Familien in der Bretagne, „die für ihre Verbundenheit mit den Herzögen dieser Provinz und mit den Königen von Frankreich bekannt ist“. Er war der Sohn von Julien de La Roche, Ritter und Herr von Bourgfeuillé, und Madame Françoise Giguet.
Er heiratete durch Vertrag vom 1. Februar 1653 Gabrielle Brigitte d'Escoubleau de Sourdis, Tochter von Jacques-René d'Escoubleau de Sourdis, Marquis de Sourdis, Herr von La Borderie, in La Verrie, Ritter der königlichen Orden, und von Lady Renée Berland von La Gastière. Die ältere Halbschwester seiner Frau heiratete einen der Herbiers von L'Estenduère. Die beiden Halbschwestern waren Nichten des berühmten Kardinals de Sourdis, Marineminister unter Richelieu.

### Jugend und Anfänge
La Roche Saint-André absolvierte eine vermutlich kurze schulische Ausbildung bei den Kanonikern der Stiftskirche Saint-Maurice in Montaigu. Als Jüngstem der Familie blieben ihm die Adelsprivilegien größtenteils verwehrt und er schlug die militärische Laufbahn ein, wie viele der jüngeren Adelssöhnen, die nicht in den kirchlichen Stand treten wollten.

### Karriere in der königlichen Marine

#### Anfänge während des Dreißigjährigen Krieges
La Roche Saint-André trat 1636 im Alter von 15 Jahren, also kurz nach Ausbruch des Französisch-Spanischen Krieges, in die französische Marine ein. Im selben Jahr nahm er am Kampf vor den Lérins-Inseln gegen spanische Schiffe teil. 1641 war er an der Belagerung von Tarragona und im Mai 1646 an der Schlacht bei Orbetello in der Toskana beteiligt. Danach war er Teil der Eskorte von Eugen Moritz von Savoyen-Carignan auf dessen Weg nach Nantes. 1647 kämpfte er erneut an Land in Italien.
Am 26. März 1648 war er mit einem Auftrag von Anna von Österreich, Mutter von Ludwig XIV. und zu der Zeit Regentin von Frankreich als Kommandant der L’Elbeu eingesetzt.
Im darauffolgenden Jahr ließ er auf eigene Kosten das Schiff La Lune bauen, auf dem er als Freibeuter im Auftrag des Königs agierte. Seine Erfolge in dieser Zeit brachten ihm am 30. Dezember 1649 die Ernennung zum Ritter des Ordre de Saint-Michel ein.
1651 unternahm er weitere erfolgreiche Einsätze als Kommandant der La Duchesse, woraufhin er 1652 vom König  zum Gentilhomme de la Chambre du roi (Kammerherr) ernannt wurde. Außerdem wurde er im selben Jahr zum capitaine de vaisseau (Kapitän zur See) befördert.
Ab August 1652 beteiligte er sich auf La Duchesse im Geschwader des Herzogs von Vendôme an einer Mission zur Befreiung Dünkirchens von den Spaniern. Am 14. September wurde sein Schiff von englischen Einheiten angegriffen und gekapert. Gilles de La Roche Saint-André und seine Crew wurden nach Dover gebracht. Er konnte allerdings verkleidet entkommen und inkognito mit einem Paketboot nach Calais zurückkehren.

#### Expedition nach Madagaskar und in den Golf von Aden (1655–1657)
Armand-Charles de La Porte de La Meilleraye, Lieutenant-général (Vizeadmiral) der Bretagne, der zu dieser Zeit in Nantes eine Korsarenflotte unterhielt, hörte Geschichten der aus Madagaskar zurückkehrenden Kolonisten und interessierte sich für die dortigen Reichtümer und die anscheinend leicht zu erzielenden Gewinne. Er beauftragte Gilles de La Roche Saint-André mit der Leitung einer Expedition nach Madagaskar, für die er vier seiner Schiffe bewaffnete: die Linienschiffe La Duchesse (500 Tonnen) und La Maréchale (450 Tonnen), Le Grand Armand (eine Fregatte von 350 Tonnen), und Saint Pierre (eine Fleute von 200 Tonnen).
Als Kommandant auf La Duchesse übernahm er die Führung der Flottille. Neben der Erzielung eines finanziellen Gewinns durch die Reise, hatte La Roche Saint-André weiterhin den Auftrag, im Namen Frankreichs Missionare auf der Insel auszusetzen und damit auch den französischen Einfluss in der Region zu festigen. Somit sollte mit der Reise ebenso der Aufbau der Französischen Ostindienkompanie unterstützt werden.
Die Flotte verließ Saint-Martin-de-Ré am 31. Oktober 1655 und segelte entlang der portugiesischen Küste. Am 15. November 1655 kaperte die französische Flotte vor der Küste Spaniens ein kleines spanisches Schiff, beladen mit Wein. Auf dem Weg entlang der Küste Afrikas machte sie zwei Zwischenstopps, den ersten in Rufisque und den zweiten in Tagrin, bevor sie am 25. März 1656 Kapstadt erreichte. Mitte Mai 1656 wurde Madagaskar erreicht und Truppen wurden auf der Insel ausgeschifft. Ruhr und Malaria machten den Besatzungen allerdings zu schaffen und die Schiffe befinden sich mittlerweile in einem katastrophalen Zustand. Die französische Flotte setzt ihre Reise nach Norden in Richtung Golf von Aden fort. Im August 1656 wurde vor dem Horn von Afrika eine mit Kaffee beladene arabische Dau mit 30 Mann Besatzung und 25 Sklaven gekapert. Die Flotte passierte Kap Gardafui, bevor sie am 31. Oktober die Insel Sokotra im Arabischen Meer erreichte und ihre Route zurück nach Madagaskar fortsetzte. Sie machte im Dezember 1656 Halt in Sainte-Marie de Madagascar. Anschließend vermerkte La Roche Saint-André in seinem Logbuch die Misere der Lage: Alle Missionare und die besten Offiziere waren tot. Von den an Land zurückgelassenen Männern der La Duchesse starben 48, die anderen erkrankten; die Überlebenden waren eher ein Schatten als Körper. Die Überfahrt zur Kolonie Fort-Dauphin war entsetzlich. Die Siedlung wurde im Februar 1657 erreicht, und die La Duchesse wurde aufgegeben, da das Schiff in dem Zustand nicht weiterfahren konnte. Im darauffolgenden Monat versorgte sich die französische Flotte am Kap mit Nachschub. Im April 1657 wurde La Roche Saint-André mit einer Meuterei konfrontiert, die er niederschlagen konnte. Nach zwei neuen Zwischenstopps auf den Inseln St. Helena und Ascension notierte Gilles de La Roche Saint-André am 25. Juni 1657 in seinem Tagebuch: „Ein Seemann aus Ouessant starb, der letzte der 25, die ich von diesem Ort hatte.“ Auf zwei Schiffe reduziert, kehrte die Flotte am 18. August 1657 schließlich in den Hafen von Mindin zurück.
Die Ergebnisse dieser Expedition waren dürftig: Zwei Schiffe mussten aufgegeben werden, zahlreiche Seeleute und Missionare waren gestorben und es waren keine neuen Siedlungen gegründet worden. Die Schiffe kehrten mit leeren Laderäumen zurück, ohne nennenswerte Fänge, die die Reisekosten hätten decken können. Ende Dezember 1656, auf dem Höhepunkt der Tragödie dieser Reise und während er auf der Île Sainte-Marie äußerst feindselig empfangen wurde, lesen wir im Logbuch von Gilles de La Roche Saint-André: „Die Schiffe sind wertlos … Marschall de La Meilleraye wurde getäuscht … Die Kapitäne waren nachlässig … Ich tat, was ich konnte … Und wenige Tage später: Diejenigen, die mich überleben, werden meine Treue zum Marschall bezeugen …“

#### Kampf gegen die Barbaresken (1661–1664)
Mit Auftrag vom 15. Dezember 1661 übernahm Gilles de La Roche Saint-André das Kommando über die Dragon. Zu dieser Zeit verfügte die französische Marine nur über 18 Kriegsschiffe, aber Duquesne empfahl ihn Colbert. Nach der Le Dragon, die im Mittelmeer eingesetzt war, befehligte er Le Beaufort für eine geheime Mission an den Atlantikküsten Afrikas und dann in Richtung Portugal.
1664 nahm er an der Djidjelli-Expedition teil. Im Jahr 1665 trug er zur Wahl des Standorts Rochefort für den Bau eines neuen Hafens bei, der den Hafen von Brouage ersetzen sollte.
Am 12. Mai 1665 erfuhr er, dass er zu den hundert Rittern des Ordens des Heiligen Michaels gehörte, die die Auszeichnung auch nach der Reform des Ordens durch Ludwig XIV. behalten durften.

#### Zweiter Englisch-Niederländischer Krieg
1665 brach der Zweite Englisch-Niederländische Krieg zwischen England und den Vereinigten Provinzen erneut aus. Das mit den Niederlanden verbündete Königreich Frankreich mobilisierte seine Mittelmeer- und Westflotten, um die niederländische Flotte unter dem Kommando von Michiel de Ruyter zu unterstützen. Zuvor sollte Gilles de La Roche Saint-André, als Kommandant der Le Rubis, im Sommer 1666 an dem Einsatz teilnehmen, der die neue Königin von Portugal, Maria Francisca Elisabeth von Savoyen, nach Lissabon brachte. Am 13. August stach die Le Rubis erneut in See in Richtung Holland, doch die Befehle änderten sich, und es wurde beschlossen, nach Brest zurückzukehren. Einige Schiffe – darunter auch das von La Roche Saint-André – setzten jedoch ihre Reise fort, da sie ihre Befehle nicht erhalten hatten.
Insgesamt setzten acht Schiffe unter La Roche Saint-André an Bord der Rubis ihren Kurs fort und trafen am 28. September 1666 vor Calais auf eine weitaus größere englische Flotte, die sofort angriff. Die Rubis geriet ins Visier des Feindes und verlor ihren Mast. Nach einem siebenstündigen Gefecht gegen neun feindliche Schiffe musste Gilles de La Roche Saint-André kapitulieren. Sein Vorgehen in dieser sog. Schlacht am Kap Dungeness ermöglichte allerdings den anderen sieben französischen Schiffen die Flucht. Gilles de La Roche geriet in englische Gefangenschaft und wurde nach London gebracht. Dort wurde er dem König vorgestellt, der ihm anschließend die Erlaubnis zur Rückkehr nach Frankreich erteilte – in Erinnerung an die Verdienste, die er seinem Cousin Prinz Rupert erwiesen hatte, als dieser gezwungen war, um 1650 in Lissabon Zuflucht zu suchen. Durch diese Schlacht wurde er schnell in Frankreich und ganz Europa bekannt.
Im Dezember 1666 kommandierte er an Bord der Frédéric das Geschwader des Königs in Holland, von wo er sechs Linienschiffe und zwei in Amsterdam gebaute Galioten nach Frankreich bringen sollte. Nach Verzögerungen und langen Verhandlungen kamen sie Ende Juli 1667 sicher in Brest an.
Sein Ruf am französischen Hof war schließlich so gut, dass er am 27. August 1667 zum Chef d’escadre ernannt wurde – ein sehr hoher Rang zu einer Zeit, da es in der gesamten königlichen Marine nur zwei Lieutenant-général und zwei Chef d’escadre gab. La Roche Saint-André erhielt diese Dienststellung, da Abraham Duquesne zum Lieutenant-général befördert wurde.
1668 erhielt er den Befehl, zehn Schiffe zu befehligen, die Teil des Geschwaders unter dem Kommando des Herzogs von Beaufort waren und das der König auf See behalten wollte. Sein Geschwader bestand schließlich aus acht Linien- und sechs kleineren Schiffen. Gilles de La Roche Saint-André kommandierte die Einheit an Bord der Jules, als er am 21. Juni 1668 vor Vigo an der galizischen Küste an einem Schlaganfall starb. Er war 47 Jahre alt.
Er wurde in Vigo in der Cordeliers-Kirche begraben. Sein einbalsamiertes Herz wurde nach Montaigu, seinem Geburtsort, überführt und im August 1715 neben seiner Witwe in der Saint-Jean-Kirche in Montaigu beigesetzt.

## Ehrungen und Nachruhm
Er wurde von der Königinmutter und Kardinal Mazarin hoch geschätzt und galt im In- und Ausland als einer der tapfersten und erfahrensten Seefahrer seiner Zeit. Als Ritter des Ordens vom Heiligen Geist wurde er zusätzlich zum Ritter des Christusordens von Portugal ernannt, weil er Lissabon vor einem drohenden Bombardement durch die Engländer gerettet hatte.

## Heirat und Nachkommen
Er heiratete per Vertrag vom 1. Februar 1653 Gabrielle-Brigitte d'Escoubleau de Sourdis, Tochter von Jacques-René d'Escoubleau, dem Herrn von Courtry, und Lady Berland de La Gastière. Aus dieser Verbindung gingen vier Kinder hervor, darunter:
- Marie de La Roche Saint-André (um 1654–1695), Ehefrau von Claude du Chaffault im Jahr 1678 und Großmutter väterlicherseits von Louis Charles du Chaffault de Besné
- Louis-Gilles de La Roche Saint-André (1666–1732), Kapitän der Schiffe des Königs, Ritter von Saint-Louis, der vierzig Jahre lang mit Auszeichnung diente. Im Jahr 1690 heiratete er Charlotte de Saint-Légier.